# San Acacio
San Acacio – jednostka osadnicza w Stanach Zjednoczonych, w stanie Kolorado, w hrabstwie Costilla.